# Petru Daj
Petru Daj (n. 1878, Petroșani, Comitatul Hunedoara, Regatul Ungariei – d. secolul al XX-lea) a fost un deputat în Marea Adunare Națională de la Alba Iulia, organismul legislativ reprezentativ al „tuturor românilor din Transilvania, Banat și Țara Ungurească”, cel care a adoptat hotărârea privind Unirea Transilvaniei cu România, la 1 decembrie 1918.:p. 77

## Biografie
După ce a terminat șscoala primară, a devenit agricultor.:p. 201

## Activitate politică

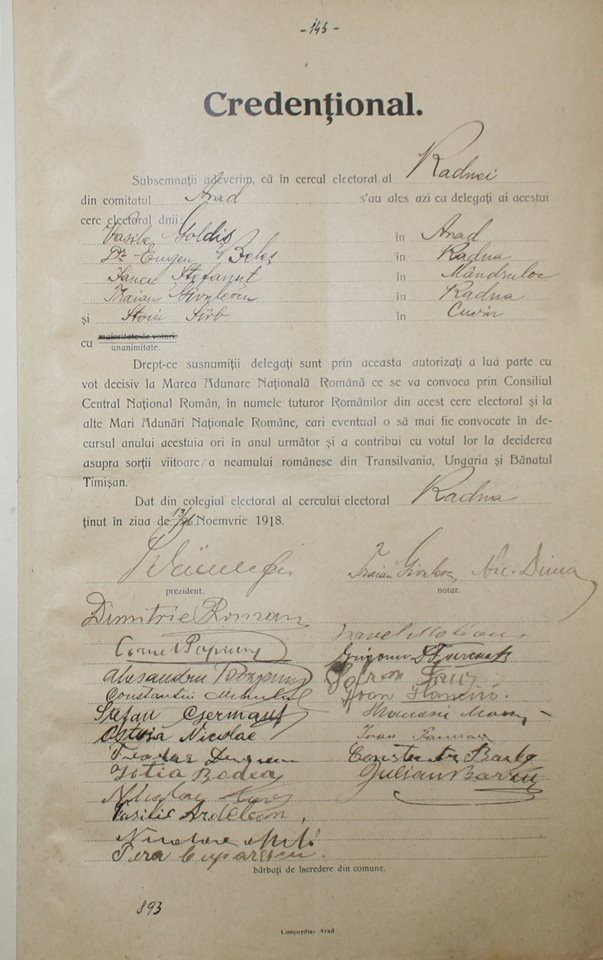
Credențional

Ca deputat în Adunarea Națională din 1 decembrie 1918 a reprezentat ca delegat ales cercul electoral Hațeg.:p. 201